# 九龍清真寺

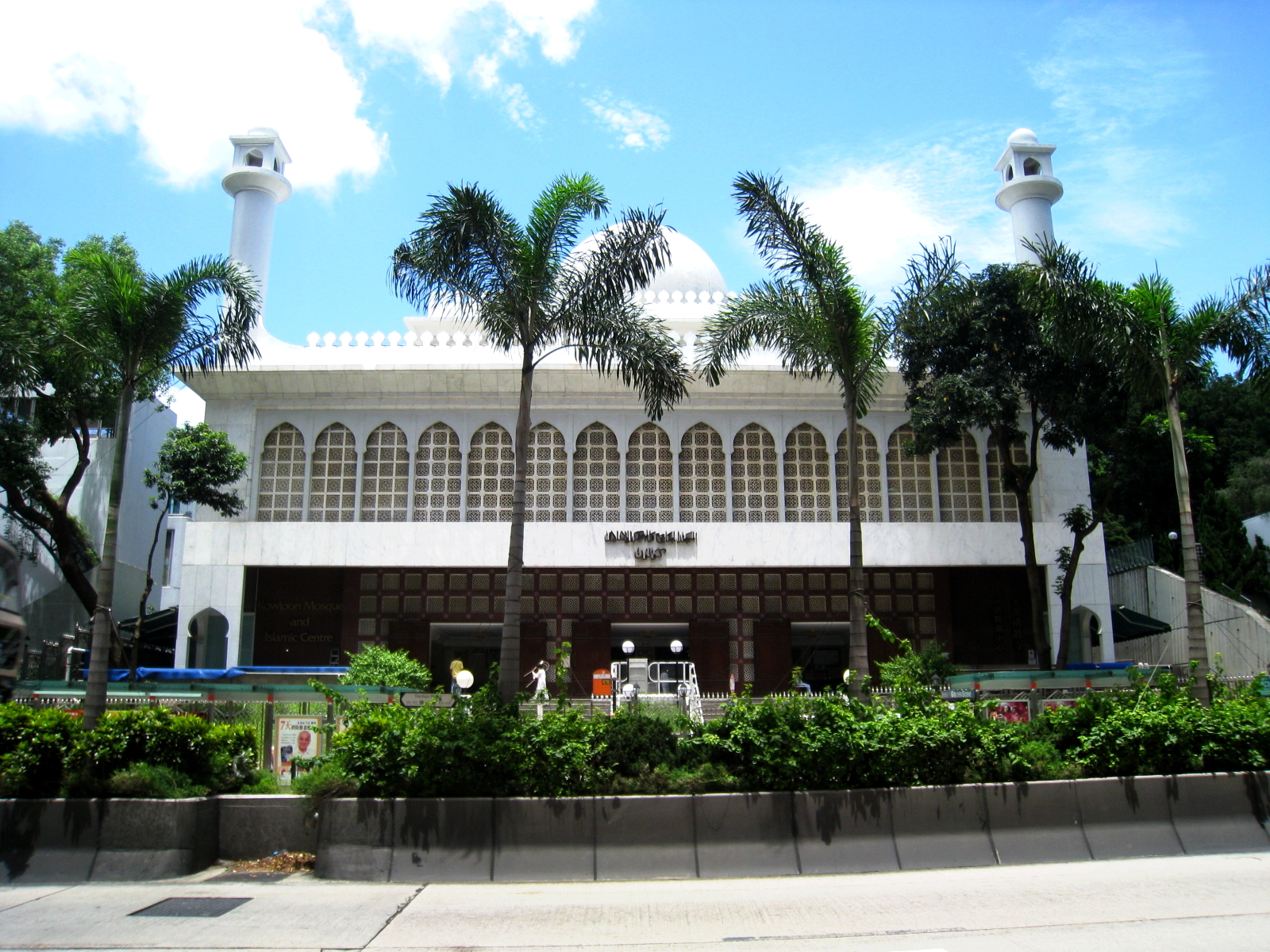
九龍清真寺

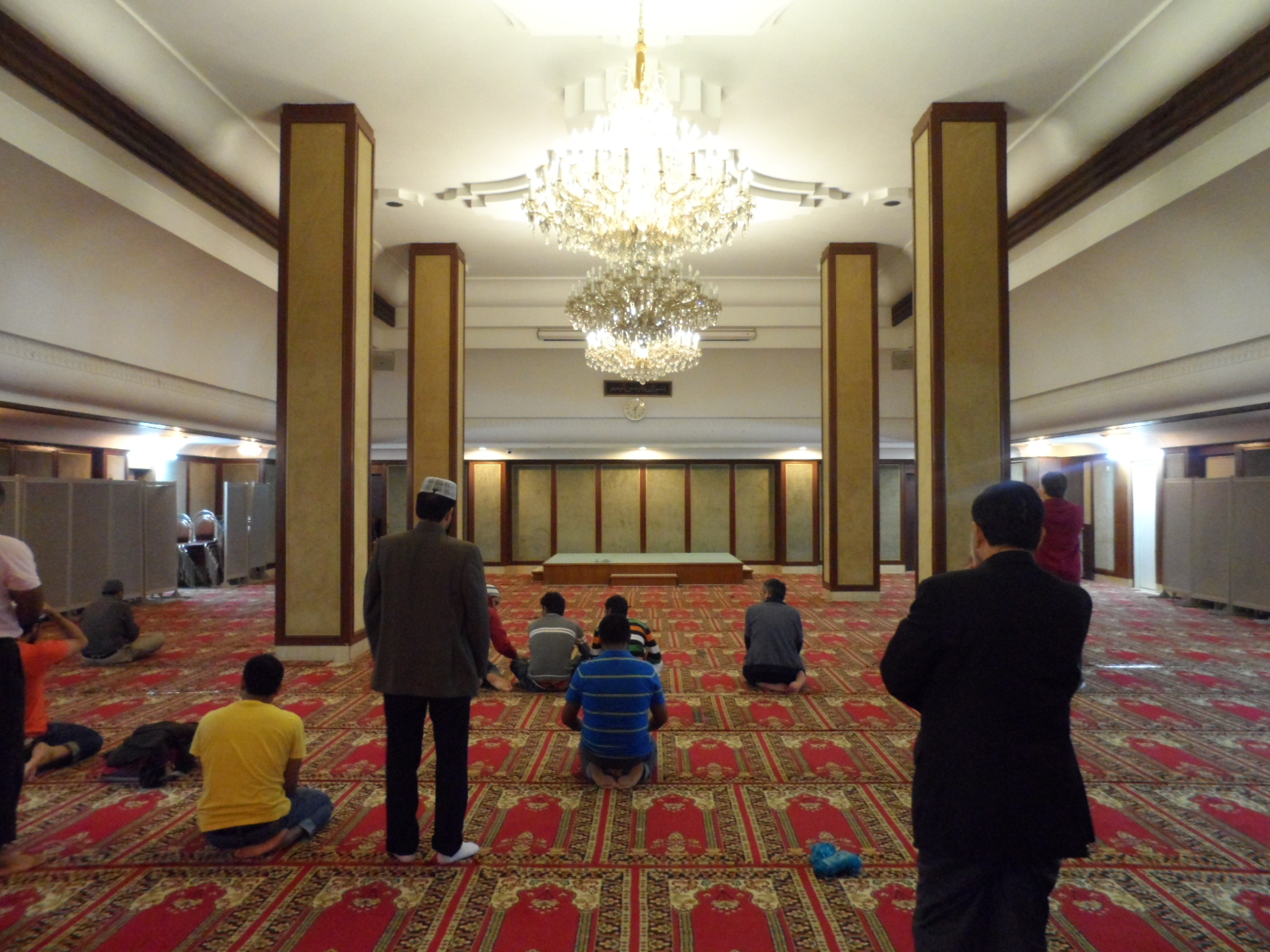
九龍清真寺大禮拜堂

九龍清真寺（英語：Kowloon Mosque and Islamic Centre，正式全名為九龍清真寺暨伊斯蘭中心），是香港最大的清真寺，位於九龍尖沙咀彌敦道105號。

## 歷史
清真寺建於九龍公園旁，鄰近彌敦道及海防道交界。該寺早於1901年便已經存在，並曾於1902年重修。九龍公園前身是英軍威菲路軍營，曾居有大批南亞裔穆斯林士兵，因此在軍營內建有清真寺。
至1970年代末，當時貫穿尖沙咀的地鐵工程使清真寺出現結構危機，因此在得到地鐵公司賠償後，便於1980年於現址重建，由印度裔建築師林嘉廉（I.A. Curreem）負責整個重建設計項目，過程中還得到海內外的穆斯林捐款支持，現時的建築於1984年重建而成。重建清真寺的穹頂有段小插曲。清真寺要求穹頂採用白色大理石為物料，但由於成本昂貴，最後林嘉廉建議改用玻璃紙皮石。
2019年10月20日，適逢九龍區反修例示威，警察機動部隊的水炮車在尖沙咀沿彌敦道推進時向清真寺大門發射藍色催淚水劑，門外10多位信徒、記者及市民，包括印度協會前主席、媒體人褚簡寧（Michael Chugani）的73歲兄長毛漢（Mohan Chugani）均被噴中，衣服和身體染成藍色，部分人不適需送院。事發後警方聯絡清真寺首席教長及穆斯林社區領袖解釋，指在驅散過程中顏色水「誤中清真寺的正門及大閘」，晚上再派10多名警員到場進行清潔。翌日早上，特首林鄭月娥與警務處處長盧偉聰親自到清真寺致歉。首席教長接受道歉，相信對方是「無心之失」，但印度協會前主席毛漢指不會接受道歉。
2023年6月28日，香港回教信託基金總會舉辦「香港穆斯林慶祝香港回歸祖國26周年升國旗儀式」，首次在九龍清真寺舉行升國旗慶回歸活動，特區政府民政及青年事務局局長麥美娟出席活動。持旗手均為伊斯蘭脱維善紀念中學學生旗手，全程亦以中式步操入場。

## 建築
清真寺樓高4層，佔地1,500平方米。其建築以大理石建成，風格帶有濃厚的伊斯蘭色彩，四周的窗花樣式多種多樣。清真寺頂部為桃形大圓球狀，而四角則設有11米高的尖塔。在清真寺的正中心，有一高逾一層樓的大型水晶燈，而正殿則可容納3,500個伊斯蘭教徒（穆斯林）。
為了令更多香港市民明白伊斯蘭教及香港的穆斯林社群，九龍清真寺除不定期舉行開放日外，平時也歡迎市民入內參觀，團體參觀最好先电话預約。